# Caronia
Pour les articles homonymes, voir Caronia (homonymie).
Caronia est une commune de la province de Messine, dans la région Sicile, en Italie.

## Toponymie
- En grec : Καλὴ Ἀκτὴ (la belle côte)
- En latin : Calacte ou Cale Acte
- En arabe : Al Qaruniah

## Administration
| Période                                  | Période  | Identité                 | Étiquette    | Qualité |
| ---------------------------------------- | -------- | ------------------------ | ------------ | ------- |
| 14 juin 2006                             | En cours | Giuseppe Antonio Collura | Lista Civica |         |
| Les données manquantes sont à compléter. |          |                          |              |         |

### Hameaux
Marina, Canneto, Torre del Lauro

### Communes limitrophes
Acquedolci, Capizzi, Cesarò, Mistretta, San Fratello, Santo Stefano di Camastra

### Évolution démographique
Habitants recensés

### Jumelages
- Montespertoli (Italie)

## Histoire

### Affaire des incendies du hameau de Canneto
Canneto (souvent cité avec le toponyme de Canneto di Caronia) a fait la une des journaux au cours de l'hiver 2003-2004, en raison de ce que l'on croyait être d'étranges phénomènes de combustion (apparemment sans allumage  ) : les compteurs et les objets contenant des pièces métalliques ont pris feu sans raison apparente. Certaines théories très imaginatives parlaient de la présence de poltergeist, d'autres émettaient l'hypothèse de la présence d'OVNI également compte tenu des observations présumées dans les environs (Îles Éoliennes incluses), d'autres hypothèses parlaient d'électromagnétisme, provenant de la haute mer mais on a également émis l'hypothèse que les causes étaient dues à la dispersion d'énergie du 'chemin de fer adjacent (électrifié).
Les phénomènes, qui se sont poursuivis dans le temps, ont également provoqué l'éloignement partiel de certains habitants de leurs foyers. Les médias locaux ont donné de la notoriété à la petite ville (par exemple en inventant le terme « X-Files de Caronia »), à travers des reportages qu'ils sont consacrés aux phénomènes ; divers services de télévision sur les réseaux nationaux ont également consacrés des émissions sur le sujet. Parmi les premiers programmes à traiter de cette question, en octobre 2004, il y avait « Striscia la notizia ».
Le 10 mai 2005, le Groupe Interinstitutionnel pour l'Observation des Phénomènes a été créé par ordonnance d'urgence de la Protection Civile n. 3428 et prévoyait une collaboration entre l'État italien et la Région sicilienne, également dans l'attribution de fonds. Selon ce groupe, Canneto di Caronia « a été frappée par des phénomènes électromagnétiques d'origine artificielle, capables de générer une grande puissance concentrée », (arme à énergie dirigée).
Massimo Polidoro et Marco Morocutti, représentants de l'association CICAP, ont mené une enquête dont un rapport a été dressé, ce qui excluait la plausibilité des hypothèses sophistiquées ou paranormales formulées par la Protection Civile elle-même.
Le 24 juin 2008, après une enquête plus approfondie menée par les experts désignés, l'affaire a été classée sans suite par le parquet de Mistretta. La conclusion des consultants était qu'il s'agissait d'un cas de « flammes nues » et de « main humaine ».
Le 20 octobre 2014, le ministère public de Patti a adressé un avertissement à un homme de vingt-cinq ans, accusé d'avoir incendié à plusieurs reprises des meubles, dans le but de les rendre « inexplicables ». On parlait alors de « phénomènes incendiaires » et le ministre chercher à obtenir réparation. Au mois de juillet de la même année, l'Agence Régionale pour la Protection de l'Environnement a placé une unité de contrôle pour le premier suivi à Canneto, mais n'a rien trouvé d'important.
Malgré les enquêtes du parquet de Patti, la présidence du Conseil des ministres a créé le 24 octobre 2014 un nouveau groupe d'étude sur les phénomènes qui ont occupé l'actualité tout au long de l'été 2014,.
Le 5 mars 2015, Giuseppe Pezzino, vingt-six ans, originaire de Caronia, a été arrêté et accusé des incendies inexpliqués survenus à partir de 2004. Celles-ci, basées sur les résultats des enquêtes, ont été provoquées, avec la complicité de son père, par Nino Pezzino, membre du comité pour obtenir une aide financière aux citoyens touchés par des catastrophes. Le 26 mars 2022, Antonino et Giuseppe Pezzino ont été condamnés en première instance respectivement à un an et demi et six ans d'emprisonnement pour les délits d'incendie, dommages et escroquerie.